# Dsungaripterus
Dsungaripterus – rodzaj pterozaura z rodziny Dsungaripteridae żyjącego od późnej jury do wczesnej kredy na terenie dzisiejszych Chin, Korei Południowej oraz Tanzanii. Jego nazwa oznacza „skrzydło z Basenu Junngar” (od miejsca znalezienia w Chinach).

## Morfologia

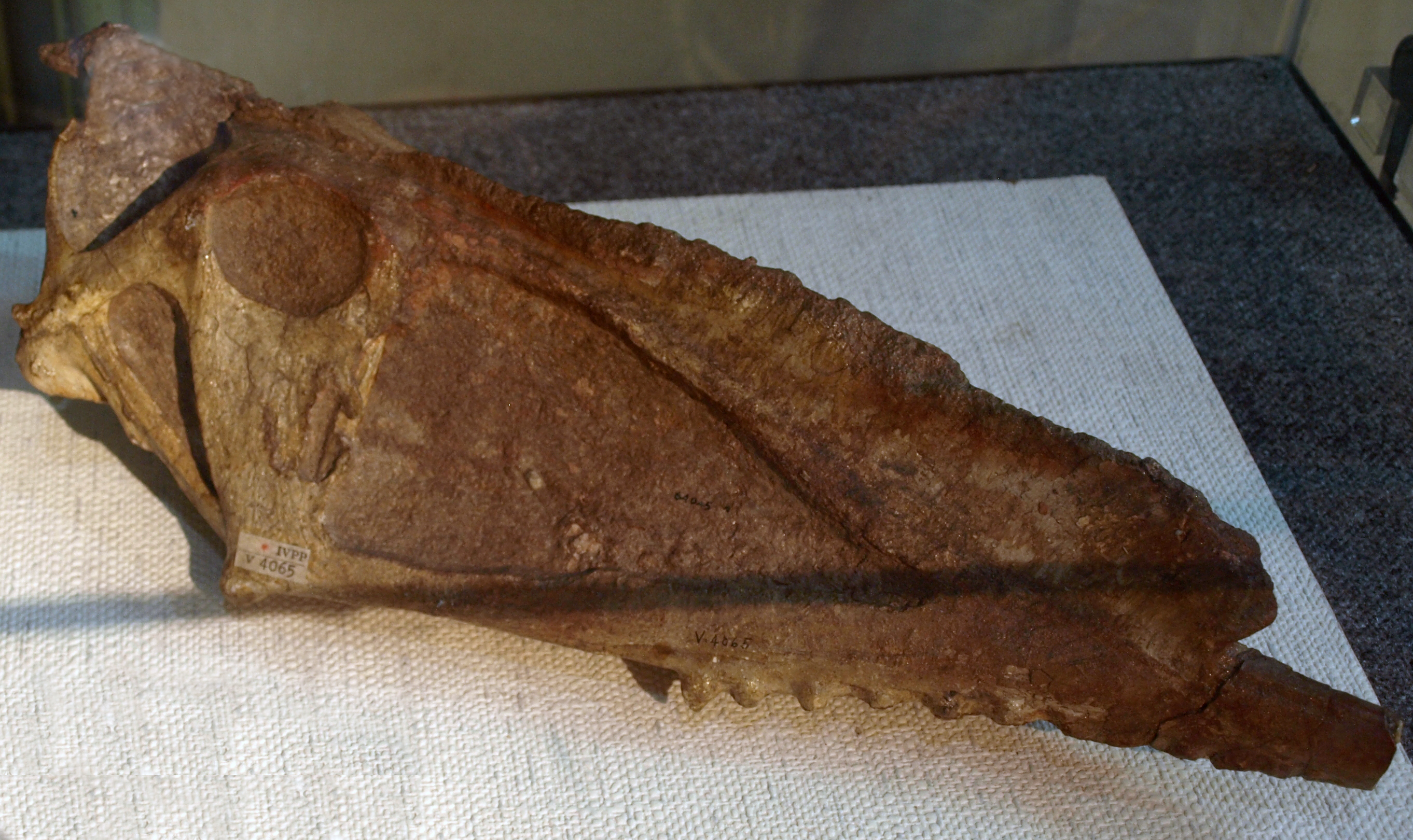
Czaszka Dsungaripterus weii

Dsungaripterus był średniej wielkości pterozaurem – rozpiętość skrzydeł dochodziła do około 3–3,5 m, a długość czaszki do około 50 cm. Miał bardzo długi dziób z ostrymi, wygiętymi ku górze końcami. W tylnej części szczęk tkwiły krótkie, mocne płaskie zęby. Na szczycie czaszki znajdował się niewysoki grzebień, służący przypuszczalnie do ozdoby, być może zwiększający również właściwości aerodynamiczne. Dsungaripterus miał stosunkowo niewielkie oczodoły, kości o grubych ściankach oraz długie kończyny.

## Filogeneza i klasyfikacja
Dsungaripterus jest rodzajem typowym rodziny Dsungaripteridae należącej do nadrodziny Dsungaripteroidea, stanowiącej część większego kladu Lophocrania, wchodzącego w skład podrzędu pterodaktyli. Jego najbliższymi krewnymi są również należące do Dsungaripteridae: Domeykodactylus, Lonchognathosaurus, Noripterus i „Phobetor”. „Phobetor” parvus był początkowo opisany jako Dsungaripterus parvus, jednak późniejsze badania wykazały jego odrębność od Dsungaripterus. Obecnie rodzaj Dsungaripterus obejmuje dwa gatunki: D. weii, będący gatunkiem typowym, oraz D. brancai.

## Paleobiologia i paleoekologia
Dsungaripterus prowadził prawdopodobnie nadmorski tryb życia, na co wskazuje budowa dzioba – odpowiednia do brodzenia w mokrym piasku (jak dzisiejsze brodźce) i miażdżenia małży, krabów oraz innych niewielkich zwierząt chronionych przez twarde skorupy czy muszle. Badania Unwina i współpracowników (1997), wspierane przez Lima, Baeka i Yanga (2002) wskazują jednak na możliwy kontynentalny habitat Dsungaripterus. Hipotezę tę wspiera materiał kopalny – liczne szczątki pterozaurów z tego rodzaju odnajdowano w osadach lądowych, a nie morskich i nadmorskich. Możliwe, że kostny grzebień był jednym z przejawów dymorfizmu płciowego u tych pterozaurów, co wskazywałoby na terytorializm lub występowanie u nich okresu godowego.

## Historia odkryć
Dsungaripterus został opisany w 1964 przez chińskiego paleontologa Yanga Zhongjiana. Gatunek typowy, D. weii, znany jest z kilku dobrze zachowanych, lecz niekompletnych szkieletów odkrytych w Sinciangu w Chinach. W 1973 opisany został – również przez Yanga – drugi gatunek – D. brancaii, występujący na terenach dzisiejszej Tanzanii. W 1982 Bakhurina opisał D. parvus. Obecnie jest on uznawany za przedstawiciela blisko spokrewnionego z Dsungaripterus, lecz odrębnego rodzaju. W 2002 w Korei Południowej odkryto kości nienazwanego jeszcze gatunku Dsungaripterus.